# Postnationalisme
Le postnationalisme ou non-nationalisme est le processus ou la tendance selon laquelle les États-nations et des identités nationales perdent de leur importance par rapport à des entités supranationales et mondiales. Bien que « postnationalisme » ne soit pas strictement antonyme de « nationalisme », les deux termes et leurs hypothèses sous-jacentes sont souvent vus comme antithétiques.
Selon la conception classique  établie par Ernest Gellner, le principe nationaliste « exige la congruence de l’unité politique et de l’unité nationale ». Soit, une nation pour un État, un État pour une nation. Par contre, selon Jean-Marc Ferry, dans le postnationalisme, « le citoyen ne voit plus dans la nation la référence et l’appartenance politiques ultimes [de telle sorte que] les motifs suprêmes d’adhésion à une communauté politique ne sont plus ceux de la parenté, de la proximité, de la filiation, ni même les motifs de la nationalité selon Renan, mais l’adhésion à des principes universalistes tels qu’ils s’expriment dans les droits de l’homme, l’État constitutionnel, la démocratie. »
Le passage du national au postnational est induit par divers facteurs : internationalisation de la production des biens et des services, ainsi que des marchés financiers, importance croissante des autorités supranationales et expansion des normes internationales protégeant les droits de la personne. En outre, les médias et le secteur du divertissement ont une empreinte globale qui favorise la formation d'une culture supranationale. Ce phénomène est accentué par les mouvements migratoires qui contribuent à l'expansion de la double citoyenneté et à forger des identités postnationales.

## Union européenne
La problématique postnationale se pose de façon particulièrement aiguë dans l'Union européenne, où le modèle national traditionnel est parfois vu comme antithétique à la formation d'un sentiment d'appartenance européenne. Selon Jean-Marc Ferry, cette opposition peut être surmontée à condition que les pays membres soient régis par « un cadre juridique unifié de principes et de règles homogènes » et qu'ils partagent une culture politique commune « offrant une médiation entre l’unité du cadre juridique et la pluralité des cultures nationales. »

## Dans les sports
Le passage à une identité postnationale est évident dans le sport professionnel. Ainsi, le Championnat d'Europe de football 2008 est, selon Simon Kuper, le premier championnat postnational parce que pour les joueurs et les supporters, la célébration du sport était plus importante que les rivalités nationales.
Par ailleurs, comme les équipes nationales cherchent à engager les meilleurs joueurs, elles sont amenées à recruter des entraîneurs et des joueurs en dehors de leurs frontières et ceux-ci acquièrent normalement la citoyenneté après quelques années de séjour.
Il n'en va cependant pas toujours ainsi. Lors de la Coupe du monde de football 2022, afin de se conformer aux règles de la FIFA exigeant que tous les joueurs aient la nationalité du pays pour lequel ils jouent, le Qatar a accordé à ses joueurs étrangers une citoyenneté d'une classe spéciale, qui n'est pas permanente et ne leur donne aucun des bénéfices dont jouissent les citoyens qataris.

## Critique
Si la perspective d'un dépassement des identités nationales au profit d'un ordre mondial était assez bien accueillie dans les années 1990, elle a été démentie par l'histoire récente du XXIe siècle qui a vu s'ériger des barrières à l'immigration et la montée des régimes autoritaires et de la xénophobie. L'attachement à une identité nationale reste très fort.
Selon l'historien et essayiste Pankaj Mishra, le point de rupture se serait manifesté vers 2015 avec le Brexit et l'élection de Trump : « Donald Trump a fait surgir sur le devant de la scène les nationalistes blancs enragés d’avoir été dupés par des libéraux mondialisés. »
Dès lors, comme le note le sociologue et historien Gérard Bouchard, « le cadre national comme lieu démocratique [a] encore bien des années devant lui. Reposant sur un fond de rêves, de mémoire et de solidarité élaboré dans une longue durée et aguerri par les épreuves, il sera difficile à remplacer. » Bouchard estime cependant que le dépassement de l'État-nation et de ses limites pourrait venir de « la prise de conscience de plus en plus vive des citoyens et des citoyennes, les pressions fermes, agressives même sur les décideurs au gré d’engagements persistants et conjugués à l’échelle planétaire, motivés par l’impatience et l’inquiétude croissante. »